# Terapia cognitiva basada en atención plena
La terapia cognitiva basada en atención plena (TCBAP) o terapia cognitiva basada en mindfulness (MBCT, por sus siglas en inglés) es un tipo de psicoterapia que originalmente fue creada como tratamiento preventivo para la recaída a la depresión.
Diversas investigaciones indican que este tipo de psicoterapia tiene mayor efectividad en individuos que padecen trastorno depresivo mayor (TDM). Existen varias terapias basadas en mindfulness, pero cada una se enfoca en problemas diferentes, como la reducción de estrés basada en la atención plena (REBAP), la cual puede aplicarse a una amplia gama de trastornos, la prevención de recaídas basada en la atención plena, la cual se especializa en tratar adicciones y la TCBAP que se distingue de las otras porque sirve para tratar específicamente TDM y procesos cognitivos.
La TCBAP utiliza técnicas de la terapia cognitivo-conductual (TCC) y estrategias psicológicas orientales como meditación con atención plena. Las técnicas de la TCC se usan para educar a las personas sobre depresión. Mientras que la meditación con atención plena se enfoca en enseñar a las personas a estar conscientes de sus pensamientos y sentimientos para aceptarlos en vez de aferrarse o reaccionar a ellos. Este proceso es conocido como "descentramiento", y ayuda a desprenderse de la autocrítica, a no pensar obsesivamente los problemas, y a no presentar un estado de ánimo disfórico cuando se presenten pensamientos negativos.
Al igual que la terapia cognitivo conductual, la TCBAP considera que cuando un individuo padeció de depresión en alguna etapa de su vida y se llega a sentir afligido, puede volver a presentar un episodio depresivo debido a un proceso cognitivo automático. El objetivo de la TCBAP es interrumpir ese proceso cognitivo automático y enseñar a los individuos a observar y aceptar los distintos estímulos sin juzgarlos, en vez de reaccionar ante ellos. Cabe mencionar que esta terapia también impulsa a las personas a que aprendan a identificar cuando un proceso automático les está ocurriendo, de modo que sean capaces de reflexionar y de no reaccionar ante este; algo similar a lo que hace la reducción de estrés basada en la atención plena.
Más allá del uso que tiene la TCBAP para reducir síntomas depresivos, algunas investigaciones afirman que la meditación basada en la atención plena es efectiva para reducir el deseo de consumo de sustancias. Las adicciones son conocidas por afectar la corteza prefrontal del cerebro. Esta técnica normalmente permite alargar por más tiempo la gratificación inmediata, beneficiando a la región límbica y paralímbica. El enlace principal del sistema de recompensas está conformado por el área ventral tegmental y el núcleo accumbens. Este núcleo está estrechamente relacionado con la dependencia a las drogas. Se realizó una prueba en la cual varios fumadores, con intenciones y sin intenciones de dejar el tabaco, hicieron cinco horas de meditación con atención plena en el transcurso de dos semanas y el resultado, en todos los participantes, fue la reducción del deseo de fumar y la disminución del 60% de su consumo de cigarrillos. A través de técnicas de neuroimagenología se observa que las personas que practican meditación con atención plena presentan mayor actividad en la corteza prefrontal, región que se relaciona con el autocontrol.

## Antecedentes
En 1991, Philip Barnard y John Teasdale desarrollaron un modelo de niveles múltiples llamado "subsistemas cognitivos de interacción" (ICS por sus siglas en inglés). Basaron su teoría en la premisa de que hay diferentes modos mentales para recibir y procesar información nueva en el área cognitiva y emocional. Asimismo, según Barnard y Teasdale, esta teoría asocia la vulnerabilidad personal con la depresión a tal grado que si la persona sólo se basa en un modo mental, bloquea los otros modos mentales sin darse cuenta.
Los dos modos mentales principales son el "modo hacer" y el "modo ser". El primero es el modo hacer, también conocido como el modo automático. El objetivo de este es ayudar a cumplir objetivos y se activa cuando existe un conflicto sobre cómo son las cosas versus cómo la mente de un individuo desea que sean las cosas. El segundo es el modo ser. Este modo no se centra en alcanzar una meta, sino en aceptar y permitir las cosas como son sin intentar cambiarlas. El concepto central de la teoría de los subsistemas cognitivos de interacción es la conciencia metacognitiva. La conciencia metacognitiva es la habilidad de experimentar pensamientos negativos como eventos que pasan por mente de una persona, pero que no se quedan para formar parte de ella.  Los individuos con buena conciencia metacognitiva, en comparación con los que tienen poca, son menos susceptibles a padecer depresión o pensamientos negativos cuando se encuentran en una situación estresante. Usualmente, la conciencia metacognitiva se ve reflejada en qué tanto una persona puede descentralizarse. El descentramiento es la habilidad de percibir pensamientos y sentimientos como algo que no es permanente en la mente.
Con base en el modelo de 1991 de Barnard y Teasdal, la salud mental de un individuo está relacionada con la habilidad de cambiar fácilmente a otros modos mentales y no sólo centrarse en uno. Por lo tanto, las personas que cambian sus modos mentales dependiendo del contexto, son los que se encuentran mejor mentalmente. La teoría de los subsistemas cognitivos de interacción dice que el modo ser hace los cambios emocionales más duraderos. Por tal motivo, la terapia cognitiva promueve la estadía en este modo para así prevenir las recaídas de la depresión. Esto guio a Teasdale a crear la terapia cognitiva basada en atención plena.
La TCBAP fue creada por Zindel Segal y Mark Williams, la cual está parcialmente basada en la reducción de estrés basada en la atención plena, un programa desarrollado por Jon Kabat-Zinn. Las teorías que apoyan estos enfoques basados en el Mindfulness parten de la idea de estar consciente en el presente y no concentrarnos en el pasado o futuro.  Esto hace que la gente tenga una actitud más flexible y una mentalidad de aceptación, con estas habilidades, las personas son más aptas para enfrentar sentimientos de angustia o derivados del estrés, en lugar de evitarlos.

## Aplicación
El programa de la TCBAP consiste en un grupo de intervención que tiene una duración de ocho semanas. Durante ese tiempo hay un curso semanal que dura dos horas, y a partir de la quinta semana se imparte una clase de un día entero, sin embargo, la práctica se hace fuera de clases ya que el participante hace meditaciones guiadas y trata de aplicar el Mindfulness en su vida cotidiana.
La prioridad de la TCBAP es que las personas aprendan a poner atención o concentrarse en cada momento de su vida sin emitir juicios.  A través del Minfulness, las personas pueden reconocer que aferrarse a algunos sentimientos daña su salud mental. Cabe mencionar que Fulton y otros autores pensaron que el Mindfulness puede ser usado durante sesiones de terapia.
La TCBAP está diseñada específicamente para aquellos con riesgo de recaer en depresión. Durante este programa, los pacientes aprenden habilidades de gestión mental relacionadas con la conciencia metacognitiva, a aceptar pensamientos negativos y a responder correctamente a estímulos. Asimismo, aprenden a descentrar los pensamientos y sentimientos negativos para que la mente pase de pensamientos automáticos a un procesamiento emocional consciente. La TCBAP puede ser una alternativa del tratamiento antidepresivo de mantenimiento, aunque puede que no sea tan eficaz.
A pesar de que el objetivo principal de la TCBAP es prevenir la recaída a la depresión, algunos clínicos han formulado estrategias para que esta pueda usarse como tratamiento de síntomas físicos de otras enfermedades como diabetes, cáncer, etc. También, se están descubriendo maneras de usar la TCBAP para tratar la ansiedad y el cansancio de dichas enfermedades.

## Efectividad
Aunque la TCBAP se utiliza como alternativa o como terapia de apoyo para la depresión, algunas investigaciones demuestran que es más efectiva en individuos que han presentado al menos tres episodios depresivos. Dentro de esa población, los participantes con eventos traumáticos que accionan episodios depresivos fueron los que mostraron menor respuesta a la TCBAP. Un metaanálisis del 2016 encontró que la TCBAP tiene mayor efectividad en personas que ya han experimentado tres o más episodios del trastorno depresivo mayor, la cual les ayuda a no recaer. Por otro lado, de acuerdo a un metaanálisis del 2017, las intervenciones basadas en el Mindfulness disminuyen los síntomas de la depresión y ansiedad, así como los niveles de estrés.
Otras investigaciones respaldan que los resultados de la TCBAP aumentan la atención plena, estar consciente del presente, descentramiento y aceptación. Además, disminuye los procesos cognitivos desadaptados como juzgar, reaccionar, rumiar pensamientos y suprimir ideas. Los resultados de un metaanálisis del 2017 resaltan la importancia de la práctica en casa y la relación que guarda con los resultados favorables de las intervenciones basadas en el Mindfulness.